# Comté de Grant (Oklahoma)
Pour les articles homonymes, voir Comté de Grant.
Le comté de Grant est un comté situé au nord de l'État de l'Oklahoma aux États-Unis. Le siège du comté est Medford. Selon le recensement de 2000, sa population était de 5 144 habitants.

## Comtés adjacents
- Comté de Sumner, Kansas (nord)
- Comté de Kay (est)
- Comté de Garfield (sud)
- Comté d'Alfalfa (ouest)
- Comté de Harper, Kansas (nord-ouest)

## Principales villes
- Deer Creek
- Jefferson
- Lamont
- Manchester
- Medford
- Nash
- Pond Creek
- Renfrow
- Wakita